# Cochimetl
Cochimetl é o deus asteca do comércio e dos mercadores. Irmão de Yacatecuhtli.